# Cotovelo
O cotovelo é a articulação entre o braço e o antebraço, na extremidade superior dos primatas (ou membro anterior dos restantes vertebrados tetrápodes).
É uma articulação complexa, além de ser parecido com o dos primatas, apesar de ligar apenas três ossos, o úmero à ulna e ao rádio. A ligação do úmero à ulna (ou cúbito), na parte posterior e externa do braço, funciona como uma dobradiça; a ligação ao rádio, do lado interno, funciona como um pivot, permitindo a rotação do antebraço.
É possível sentir os dois côndilos do úmero, embora o exterior esteja coberto pelo músculo braquial. Na parte posterior média do cotovelo, pode sentir-se o olécrano da ulna que limita a hiperextensão desta articulação, se encontrando entre os dois côndilos do úmero. Entre a olécrano e o côndilo medial do úmero existe uma reentrância, o sulco do nervo ulnar, onde se encontra alojado sem quase nenhuma proteção superficial o nervo ulnar, que dá a sensação de choque quando percutido.

## Ações
Na articulação umeroulnar (entre úmero e ulna) a flexão e extensão do antebraço são os movimentos possíveis em cadeia cinética aberta. A articulação radioulnar proximal e distal os movimentos permitidos são a pronação e a supinação do antebraço em cadeia cinética aberta.
No ser humano, as veias superficiais na curva do cotovelo são conspícuas e formam um 'M', no qual as hastes direitas são as veias radial e ulnar, enquanto que a haste oblíqua externa é a veia média cefálica e a interna a veia média basílica.

## Ângulo de carregamento
O eixo da articulação do cotovelo não se encontra perpendicular ao corpo do úmero, estando levemente direcionada lateralmente em relação ao eixo do corpo, tornando assim a articulação umeroulnar do tipo dobradiça "frouxa". Formando o ângulo cubital ou também chamado de ângulo de carregamento.
Na biomecânica essa angulação é chamada de valgo cubital, em médias antropométricas esse ângulo varia em cerca de 15º, sendo de 11º a 14º em homens e 13º a 16º nas mulheres. Em mulheres a média tende a ser maior quando comparada aos homens, o que é também observado em outras articulações do corpo como na articulação coxofemural por exemplo.
Embora até o momento nenhuma função clara dessa característica foi descrita em estudos, acredita-se que essa angulação mantenha os objetos carregados pelas mãos afastadas do corpo, bem como tornar vantajoso biomecanicamente o movimento de levar alimentos da mão até a boca.

## Imagens adicionais

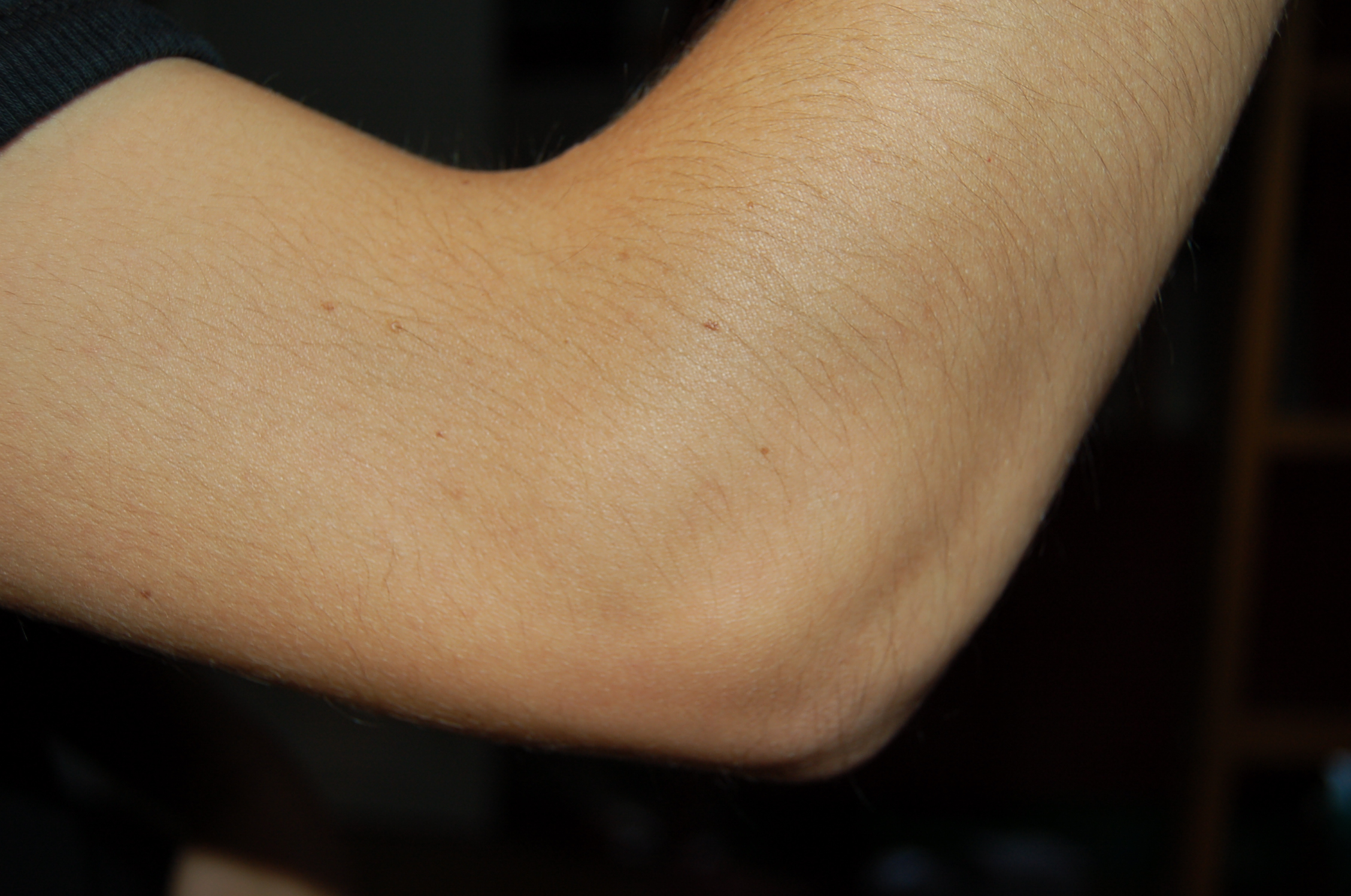
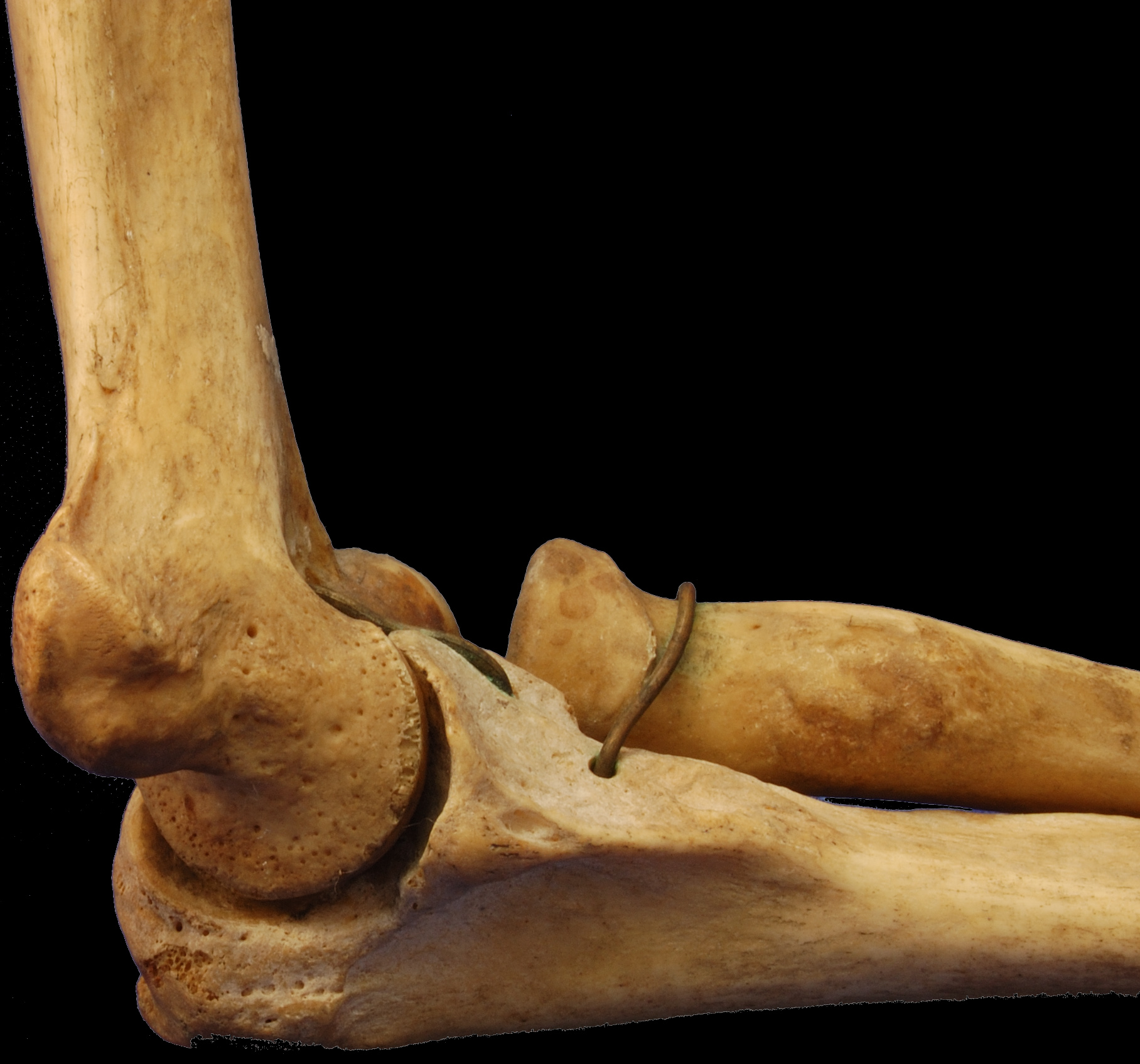
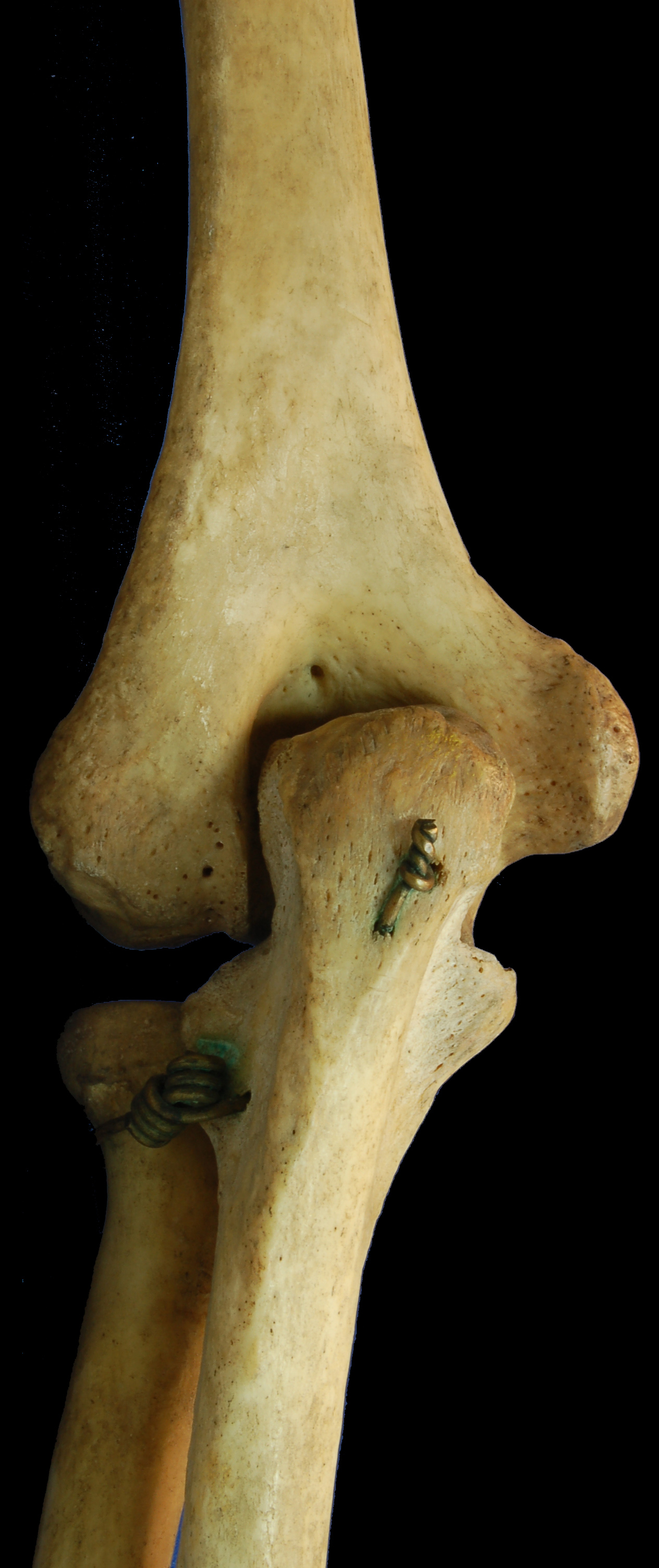
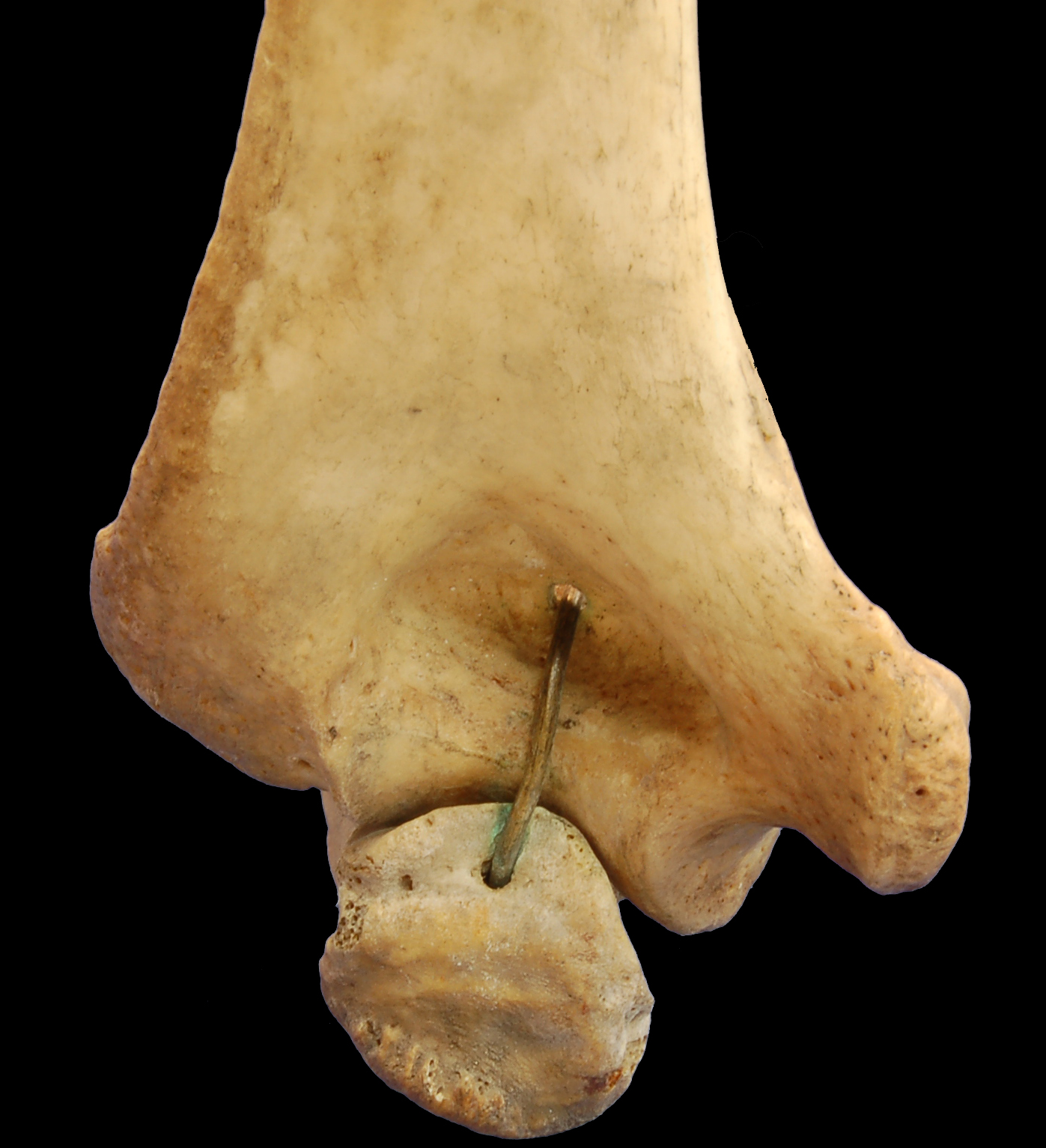
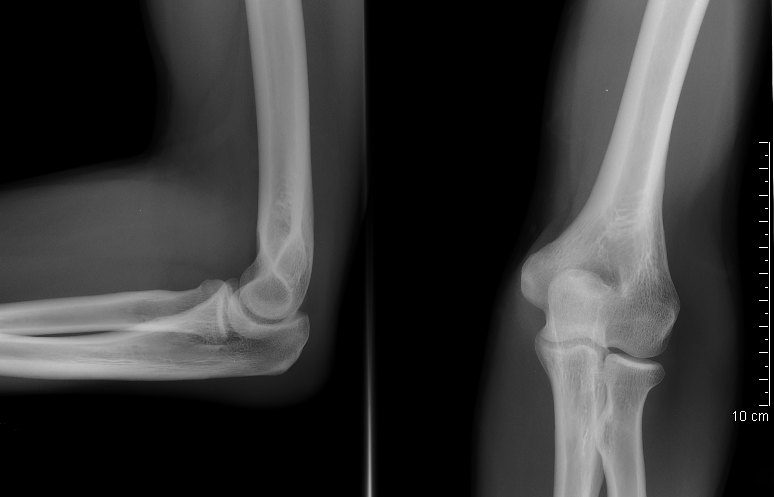
Radiografia
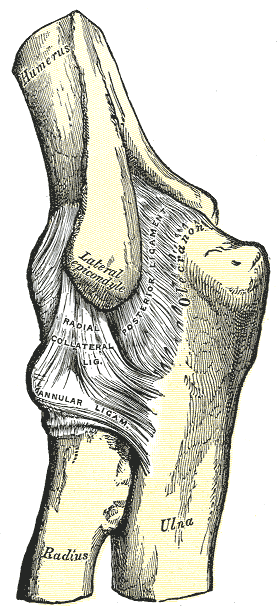
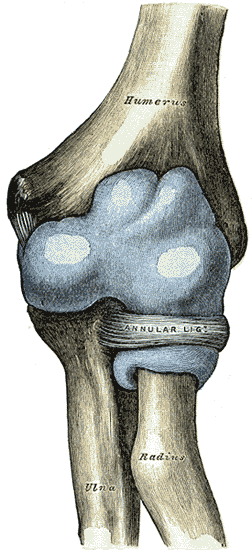
Cápsula do cotovelo (distendida). Visão frontal.
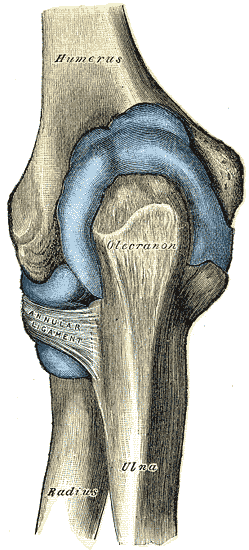
Cápsula do cotovelo (distendida). Visão traseira.
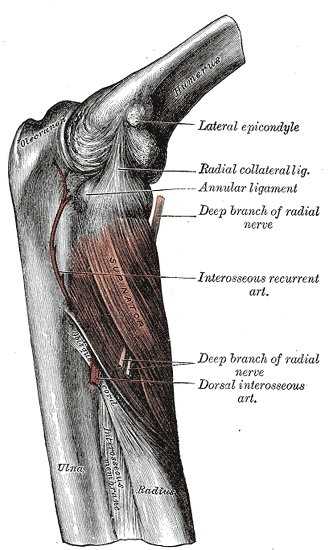
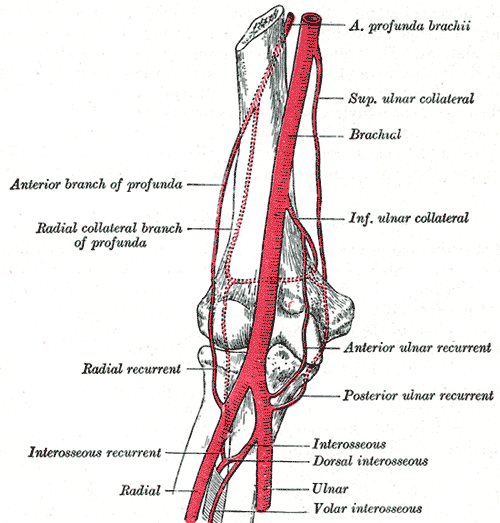
Diagrama anatômico.
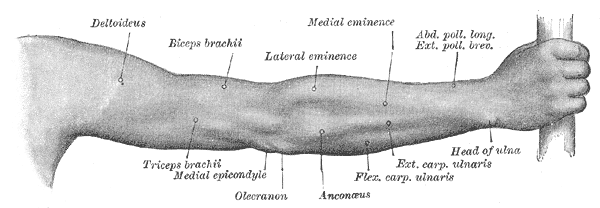